# Effetto San Matteo
In sociologia, l'effetto San Matteo (o effetto Matteo, in inglese Matthew effect) è un processo per cui, in certe situazioni, le nuove risorse che si rendono disponibili vengono ripartite fra i partecipanti in proporzione a quanto hanno già. In inglese questo viene espresso coll'espressione the rich get richer and the poor get poorer, cioè: "i ricchi si arricchiscono sempre più, i poveri si impoveriscono sempre più".
Il nome deriva dal versetto 25, 29 del Vangelo di Matteo che recita:

## Scienza delle reti
Nella scienza delle reti, l'effetto San Matteo esprime, nelle reti a invarianza di scala, la tendenza dei nuovi a collegarsi in preferenza a quelli più connessi tra quelli esistenti. Ciò spiega il fatto per cui tali nodi tendono ad attrarre più link all'inizio.
L'effetto San Matteo spiega dunque la crescita di alcuni nodi in reti vaste come Internet.

## Sociologia della scienza
In sociologia della scienza, l'espressione è stata usata per descrivere un "effetto di cumulatività" più volte osservato nella comunità scientifica e descritto da Robert K. Merton, in base al quale gli scienziati che raggiungono dei successi nei primi anni della loro carriera (ad esempio pubblicando un articolo su una rivista molto nota, o in collaborazione con un altro autore famoso), hanno in seguito molta più facilità a pubblicare, e quindi più credibilità e successo delle proprie teorie, a parità di qualità e di ogni altro fattore.
Questo effetto è considerato spesso fra i casi di iniquità nel riconoscimento di valore nella comunicazione dei risultati scientifici, che influenza lo sviluppo dei percorsi individuali di carriera, poiché il successo iniziale determina effetti di ripartizione non proporzionati alle effettive abilità dimostrate nel corso della carriera professionale.

## Scienze dell'apprendimento
Nelle scienze dell'apprendimento il nome di Effetto Matteo è stato usato da Keith Stanovich per descrivere il fenomeno secondo cui i bambini che apprendono presto le abilità connesse alla lettura sono di solito avvantaggiati nell'acquisire in futuro ulteriori abilità, mentre le difficoltà nell'apprendere la lettura entro il terzo o quarto anno di istruzione scolastica comportano, di solito, problemi durante tutta la vita nell'acquisizione di ulteriori capacità.

## Effetto Matilda
L'effetto Matilda è stato assimilato all'Effetto Matteo, prendendo in esame non la minore o maggiore notorietà di uno scienziato ma il suo essere donna o uomo. Si è definito così un fenomeno per il quale, soprattutto in campo scientifico, il risultato del lavoro di ricerca compiuto da una donna viene in tutto o in parte attribuito a un uomo.